# Gare de Saint-Maurice-de-Beynost
Gare de Saint-Maurice-de-Beynost vasútállomás Franciaországban, Saint-Maurice-de-Beynost településen.

## Vasútvonalak
Az állomást az alábbi vasútvonalak érintik:
- Lyon–Genf-vasútvonal

## Kapcsolódó állomások
A vasútállomáshoz az alábbi állomások vannak a legközelebb:
- Gare de Miribel
- Gare de Beynost